# Sjnasjkasjávrre
Sjnasjkasjávrre är en mindre sjö med en area på 0,81 km2 som ligger 698 m.ö.h. i Hamarøy kommun i Norge. Sjön ligger en kilometer från riksgränsen mot Sverige i en u-dal i bergsmassivet Boartte. Området är kargt, ligger avsides och besöks endast av ett fåtal vandrare.
Avrinningsområdet uppströms Sjnasjkasjávrre är 9,42 km2 stort och tillflöde sker från mindre vattendrag som rinner nedför de omgivande bergen i norr, väster och söder. Sjön avvattnas av Sjnasjkasjåhkå som rinner österut där den förenas med Slahpejåhkå vid riksgränsen och bildar Moalkkomjåhkå. Vattendragen nedströms Moalkkomjåhkå är Miehtjerjåhkå, Varggá, Vuojatädno och Lule älv.
Ett särdrag för Sjnasjkasjávrre är att den har ovanligt många öar.

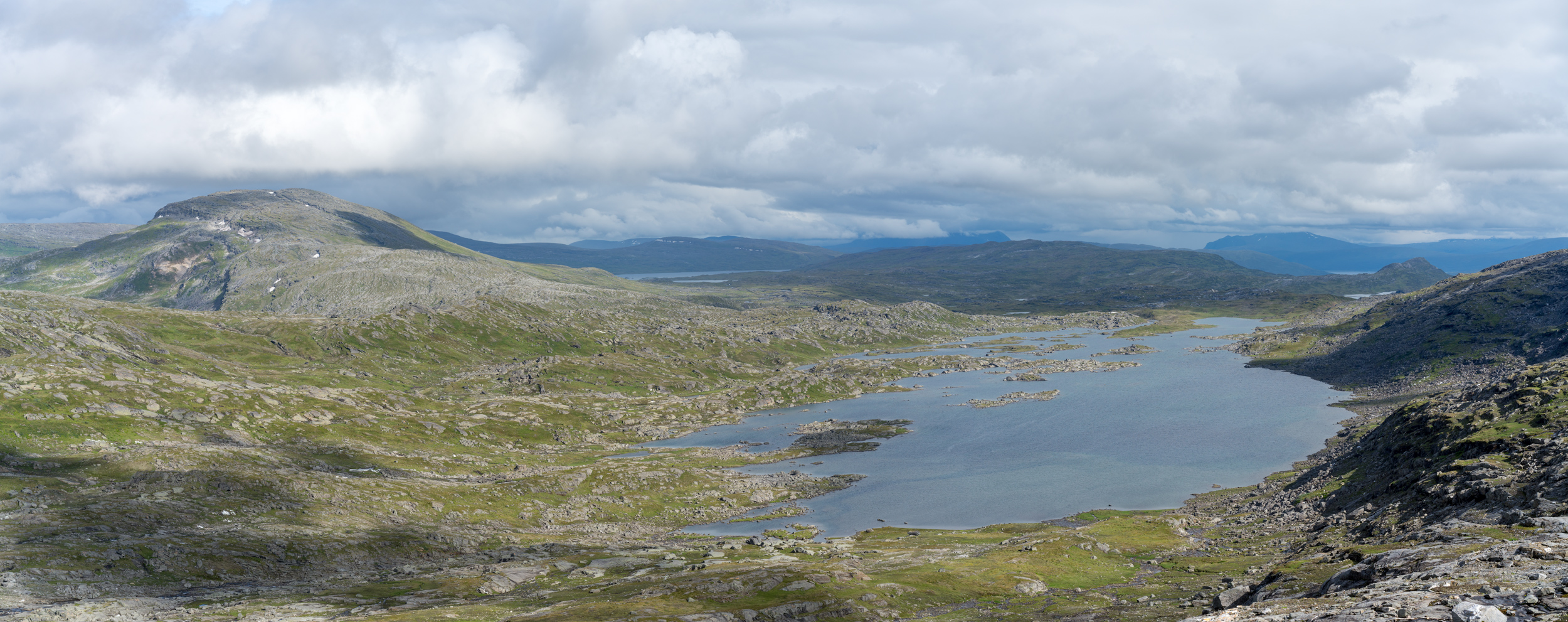
Sávtsasj till vänster och Sjnasjkasjávrre till höger. Vy mot öster.
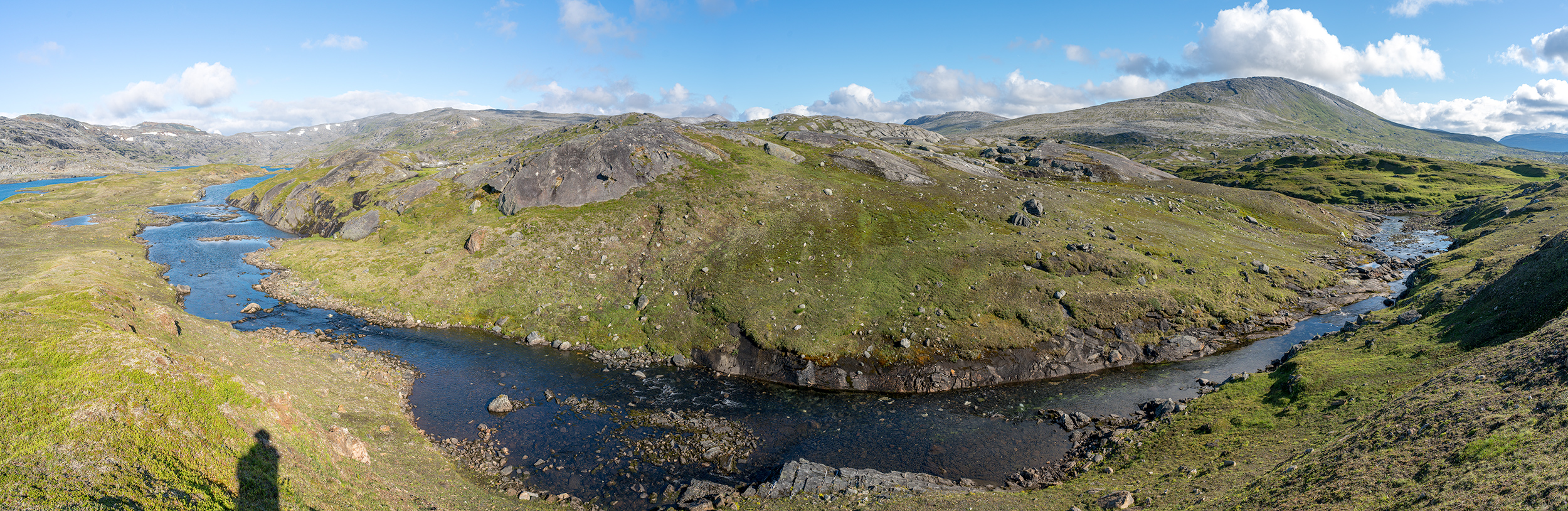
Sjnasjkasjåhkå strax efter utloppet från Sjnasjkasjávrre.